# Lanarce

Lanarce este o comună în departamentul Ardèche din sud-estul Franței. În 1 ianuarie 2022 avea o populație de 209 de locuitori.